# Oie flamande
L'oie flamande, ou oie des Flandres, est une race d'oie domestique rustique régionale originaire de l'Ouest de l'ancien comté de Flandre destinée principalement à la production d'œufs, de viande et auparavant de plumes.
C'est une oie généralement de couleur pie-cendré, formant un cœur sur le dos, au bec liseré de blanc. La forme blanche est beaucoup plus rare.
Réputée pour sa rusticité, sa facilité d'élevage, ses plumes et la qualité gustative de sa viande et de ses œufs, c'est une race utilisée autrefois en croisements ou en déclinaison qui a rapidement conquis les Pays-Bas bourguignons.
La disparition des herbages et pâturages au XXe siècle, a bien failli la faire disparaître, à l'instar de nombreuses races traditionnelles. La forme blanche est d'ailleurs au bord de l'extinction. Grâce aux efforts de sélection, l'oie flamande connaît actuellement un certain renouveau, s'exportant même vers les pays arabes.
Auparavant négligée, l'amélioration de la race est désormais prise en main par les éleveurs et les écomusées qui tentent de sauvegarder un des emblèmes des Flandres, et plus généralement de tous les Pays-Bas historiques.
L'oie flamande est une race régionale et européenne constituant un trait d'union entre la France, la Belgique, les Pays-Bas et l'Allemagne.

## Historique
L'oie Flamande est une race obtenue à la base par amélioration de l'oie commune.
Sa taille est plus développée que son ancêtre ; elle est caractérisée par le fait que toutes les plumes de la tête et de la moitié supérieure de son cou, du dessus du dos et des flancs sont grises, alors que le restant du corps est uniformément blanc.
Au moment où la plume d'oie faisait encore l'objet d'un commerce assez intéressant et que l'on pratiquait sur ces palmipèdes jusqu'à quatre arrachages de plumes dans l'année, il était important que les plumes à arracher soient blanches, parce qu'elles avaient plus de valeur dans le commerce.
Il existait néanmoins une variété blanche, un peu plus légère, qui était élevée pour la ponte (60 à 100 œufs par an).
Au début du vingtième siècle, elle était élevée en liberté totale, broutant un peu partout dans les prés, au bord des chemins et après la moisson dans les chaumes.

### Origines

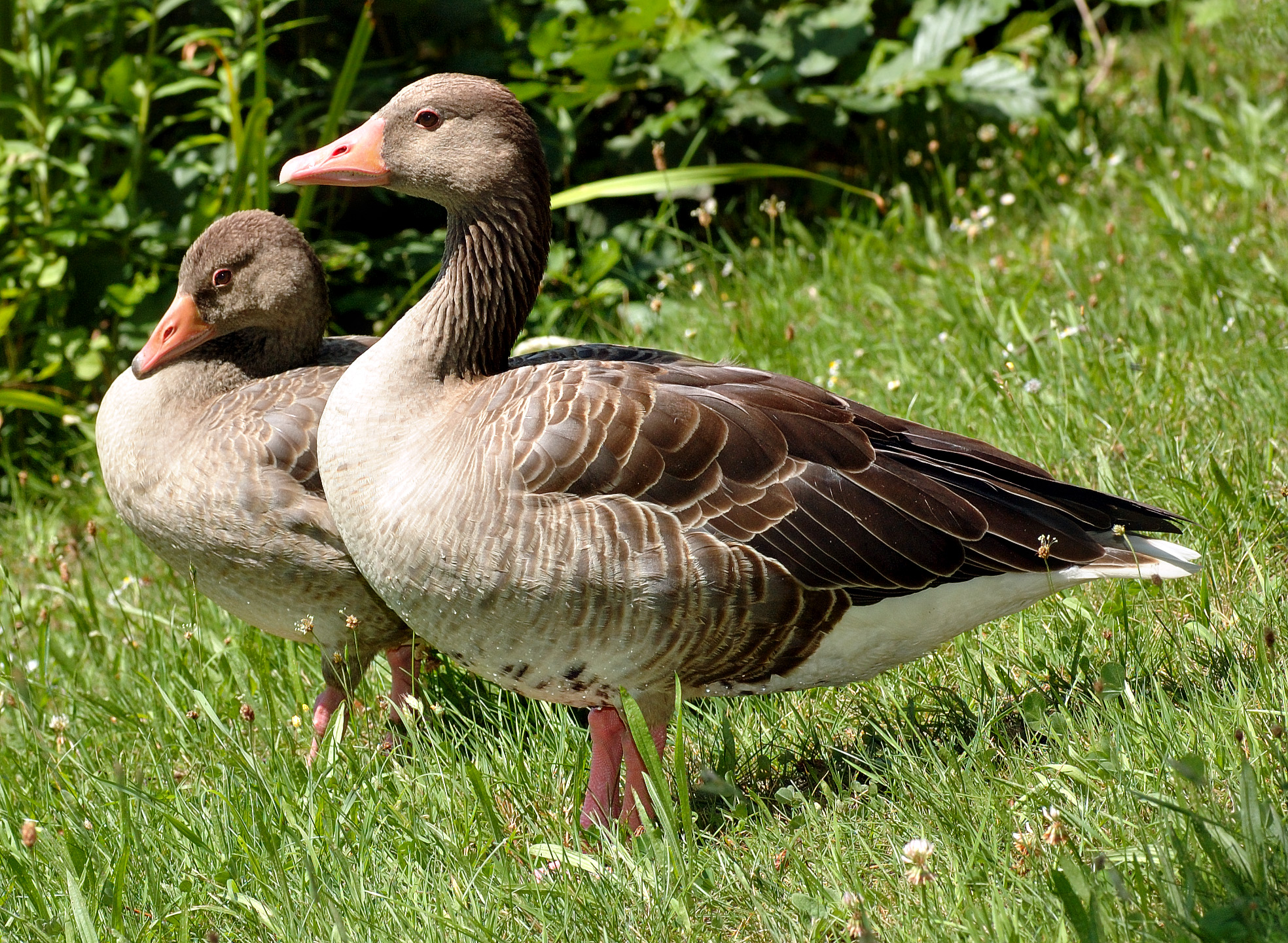
Anser anser anser, sous-espèce d'Europe occidentale de l'oie cendrée.

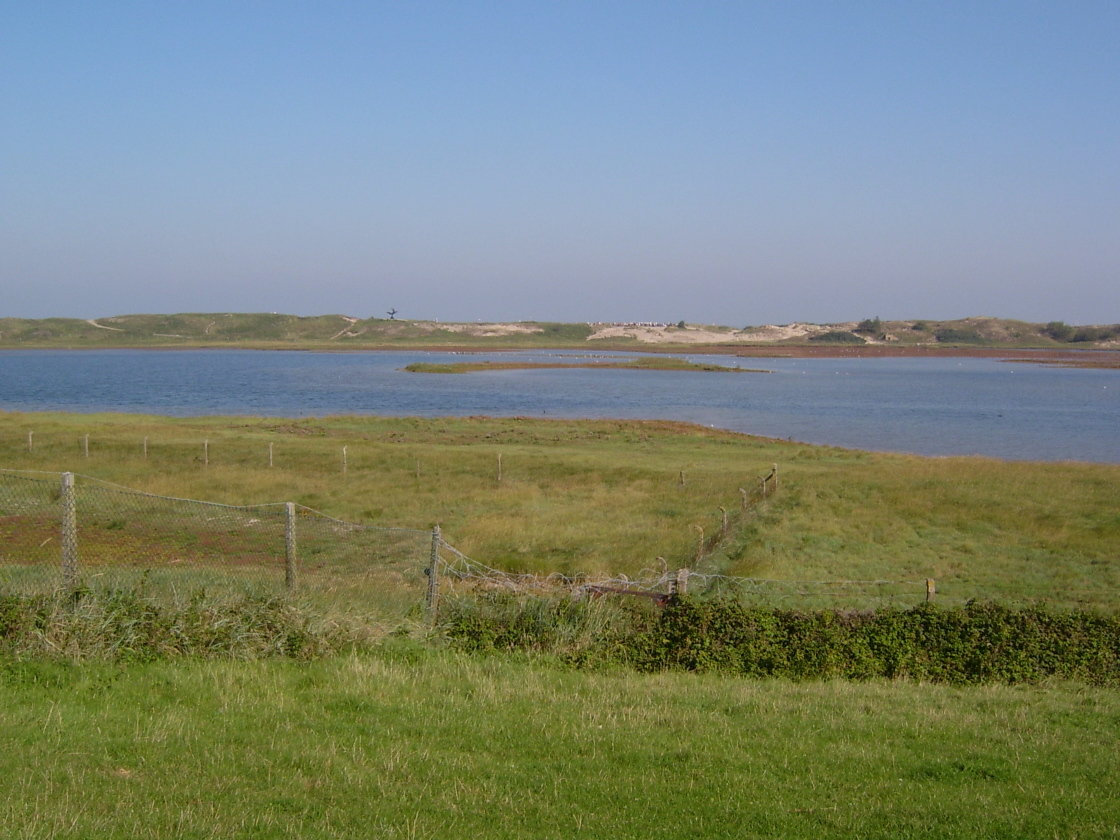
Parc naturel du Zwin sur le littoral flamand.

L'oie flamande est une oie domestique européenne qui descend de l'oie cendrée, Anser anser, sous-espèce d'Europe occidentale Anser anser anser, dont elle a conservé le bec orange. Il est possible qu'elle résulte de bandes d'oies cendrées sédentarisées dans la plaine littorale de Flandre.
C'est une race très ancienne dont le foyer se situe dans l'ouest des Flandres (Flandre-Occidentale et Flandres françaises).

### Situation jusqu'auXIXesiècle
L'oie flamande a profité de sa rusticité particulière en zone humide et de l'ensemble politique mis en place par les ducs de Bourgogne pour se diffuser vers le sud, en Artois et en Picardie, mais surtout vers l'est, dans le Hainaut, le duché du Brabant, le Limbourg et pousser vers la Gueldre et Clèves.

### Déclin auXXesiècle
Avec l'industrialisation de l'agriculture, la spécialisation des races et l'arrivée de nouvelles cultures telles que la betterave, l'oie flamande enregistra un recul rapide. L'animal étant de taille moyenne, on conseillait aux éleveurs de les croiser avec des oies d'Emden ou des oies de Toulouse, d'un gabarit plus fort. Comme pour beaucoup de races d'oies domestiques, les caractéristiques, déjà peu fixées, ne firent que se dégrader.

### Statut actuel
L'oie flamande est devenue très rare, chassée des herbages, concurrencée par les races gasconnes, la race est menacée. La FAO a tiré la sonnette d'alarme et classé la race selon les critères de l'UICN comme étant dans un statut de conservation critique. En effet, en 1994, en Belgique, il ne restait plus que 30 femelles pour 20 mâles. Quelques éleveurs subsistent encore en Flandre belge et une poignée dans les Flandres françaises et aux Pays-Bas. On assiste cependant à un certain renouveau et la demande s'accentue.
La forme blanche, élevée autrefois principalement pour ses plumes et pour ses œufs, est quant à elle presque éteinte. Elle était pourtant la forme la plus répandue en Flandre française et dans le Hainaut français au début du XXe siècle.

## Morphologie
L'oie flamande est plus développée que son ancêtre : c'est une vraie campagnarde, une rustique. Les formes sont assez dégagées et l'allure assez vive. C'est une oie de taille moyenne. Elle ne possède ni fanons, ni bavette, ni panouille, considérés comme défauts car ils entravent la marche, vu l'élevage traditionnel en plein air avec circulation sur de grands parcours.
| Illustration                                          | Parties du corps | Caractéristiques |
| ----------------------------------------------------- | ---------------- | --- |
| une oie blanche à taches grises, bec et pattes orange | Port             | peu relevé. |
| une oie blanche à taches grises, bec et pattes orange | Plumage          | serré, lisse. Pie cendré ou blanc selon la forme. |
| une oie blanche à taches grises, bec et pattes orange | Tête             | assez grosse, crâne bombé, présence d'une huppe sur certains sujets. |
| une oie blanche à taches grises, bec et pattes orange | Bec              | fort, plutôt court, assez clair à la base jaune orangé ; l'onglet est jaune pâle/blanc rosé (comme la corne claire). Liseré blanc caractéristique autour du bec. Légèrement concave de la pointe à la base du bec. |
| une oie blanche à taches grises, bec et pattes orange | Œil              | vif, plein, brun foncé (couleur la plus prisée), pupille noire. |
| une oie blanche à taches grises, bec et pattes orange | Cou              | moyen, assez court, puissant, bien développé, port légèrement plié, légers plis longitudinaux dans le plumage, bien tendu à la gorge.                                                                              |
| une oie blanche à taches grises, bec et pattes orange | Corps            | en forme d'amande (le ventre est plus bas que la poitrine). |
| une oie blanche à taches grises, bec et pattes orange | Tronc            | moyen, complet, assez large, bien arrondi avec déclive. |
| une oie blanche à taches grises, bec et pattes orange | Dos              | large, légèrement vouté, bas du dos incliné, bien arrondi. |
| une oie blanche à taches grises, bec et pattes orange | Poitrine         | ample, plus large que profonde, bien courbée, légèrement vers l'avant, se resserant vers le ventre. Pas de panouille.                                                                                              |
| une oie blanche à taches grises, bec et pattes orange | Ventre           | moyennement développé tout en restant ferme, coupe nette, bien équilibrée. Pas de fanon thoracique. |
| une oie blanche à taches grises, bec et pattes orange | Sexe             | Aucune différence notable entre les deux sexes, si ce n'est que le jars est d'un gabarit légèrement supérieur à l'oie.                                                                                             |
| une oie blanche à taches grises, bec et pattes orange | Ailes            | moyennes, larges, port bien coudé, fortes et serrées contre le corps, les pointes se touchent. |
| une oie blanche à taches grises, bec et pattes orange | Pattes           | solides (grande marcheuse), moyennes, rouge rosé/jaune pâle. |
| une oie blanche à taches grises, bec et pattes orange | Queue            | port plutôt horizontal, presque fermée. |

### Poids
Jars : poids moyen 5 kg à 6 kg ; reproducteurs non engraissés 4 kg.
Oie : 4 kg à 4,5 kg ; non engraissée 3,5 kg.
La forme blanche est un peu plus légère.

### Couleurs
Il en existe seulement deux formes : la pie-cendré et la blanche.
L'oison est jaune et noir, incidemment couleurs des Flandres.

#### Forme pie-cendré
La plus répandue, car la plus robuste. Le blanc domine. Le dessin bicolore gris & blanc doit être aussi symétrique que possible et nettement défini. La tête est gris-brun, au liseré blanc autour du cou, contrairement aux autres races bicolores. Seul le tiers supérieur du cou est de couleur. Les épaules sont brun grisâtre et au printemps, portent un net pourtour pâle. On obtient donc vue du dessus, un cœur sombre sur le dos. Les rémiges primaires sont blanc pur. Les reins et la croupe sont gris cendré et les flancs sont brun foncé avec un pourtour gris pâle.

#### Forme blanche
Le plumage est entièrement blanc, à part la tête et la partie supérieure du cou, les épaules, le croupion et les plumes des pattes.

### Standard
| Général  | Toute déformation anatomique |
| Port     | |
| Tête     | Base blanche du bec s'étendant sur la tête |
| Bec      | Racine du bec et menton colorés |
| Œil      | Le standard français est clément quant aux lueurs bleues dans le regard |
| Cou      | Couleur du cou supérieur irrégulièrement délimitée de la partie inférieure, cou droit. |
| Corps    | Trop court ; masse trop forte |
| Dos      | Épaules asymétriquement dessinées, épaules partiellement colorées |
| Ventre   | Présence de fanon thoracique. Couleur des cuisses s'étendant sur les parties antérieures des flancs |
| Poitrine | Présence de panouille double (une panouille simple due à la ponte peut se présenter chez la femelle adulte)                                                                                               |
| Ailes    | Rémiges secondaires colorées - rémiges primaires colorées, pointes des ailes croisées |
| Pattes   | Cuisses trop peu dessinées |
| Plumage  | Chez la bicolore, gris dans les parties blanches, Taches colorées dans les parties blanches et vice versa - partie du manteau colorée, dessin bariolé au lieu d'un dessin pie - parties colorées absentes |
| Queue    | . |

Le standard français est plus souple avec le jars et encore davantage avec la forme blanche.

#### Organismes de standards
Standard européen : Entente européenne d'Aviculture et de Cuniculture, commission des standards volailles
 Standard belge : Fédération nationale des Éleveurs d'Animaux de Basse-Cour.
 Standard français : Club des volailles coucou des Flandres et de Picardie et de l’oie flamande
 Standard néerlandais : Kleindier Liefhebbers Nederland

#### Championnats et concours
Belgique : Concours nationaux 21-23 janvier 2011 à Bastogne au Luxembourg belge.
 France : Un champion et un vice-champion de France, catégorie Oie flamande sont désignés chaque année par le Club des Volailles Coucou des Flandres et de Picardie et de l’Oie Flamande.
- Palmarès 2009 - Champion & Vice-champion de France : Élodie Delbarre
- Championnat de France 2010 : Champion & Vice-champion de France : Élodie Delbarre
- Championnat de France 2011 : Champion & Vice-champion de France : Gaëtan Guche (Au Domaine des Trois Coqs)
- Championnat de France 2012 : Champion de France Christophe Jourdain, Vice champion de France : Gaëtan Guche (Au Domaine des Trois Coqs)

## Élevage
L’élevage de l’oie flamande est un élevage simple car l’oie flamande est très rustique et tombe rarement malade. Habituée à son climat, elle ne craint ni le froid ni la pluie, en revanche elle n’aime pas les grosses chaleurs.
Pour sa reproduction, il est important de garder un jars et deux ou trois femelles maximum, sinon le jars ne saura pas s’occuper de toutes ses femelles. Aux alentours des mois de février-mars, les femelles vont commencer à pondre ; il convient donc de leur offrir des pondoirs. Une fois la ponte finie, la femelle va commencer à couver ses œufs pendant environ 30-35 jours. Son nid sera garni de son duvet afin de chauffer aux maximum les œufs. Si la couvée s’est bien passée, les petits oisons seront au rendez-vous.

### Région d'élevage

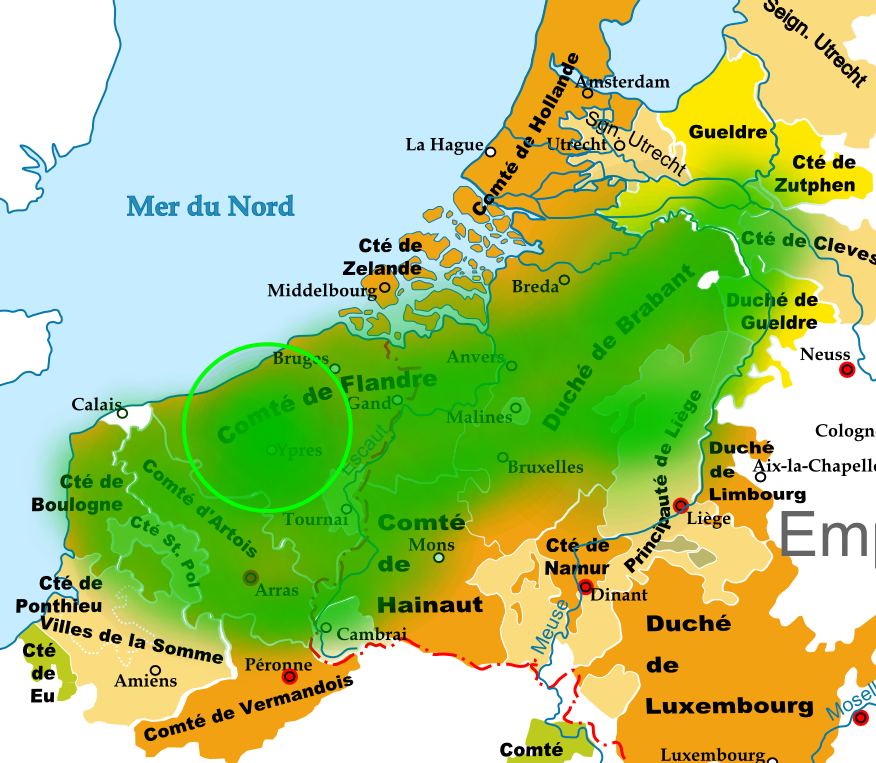
Région d'origine et diffusion de l'oie flamande.

Cette race d'oie est élevée de la Picardie au Limbourg et à la Gueldre.
La partie occidentale des Flandres, (belges et françaises) est sa région d'origine
Elle s'est répandue dans les anciens Pays-Bas bourguignons pour atteindre son aire centrale de répartition comprenant les provinces historiques de Flandre, du Hainaut, du Brabant et d'Artois, la zone périphérique s'étendant de la Picardie au Limbourg et à la Gueldre et déborde sur l'Allemagne.

### Rusticité
Très bien adaptée au climat de la région, c'est une oie légère, facile à élever, mais la forme blanche a la réputation d'être beaucoup moins robuste que la pie-cendré. Les oies flamandes sont de grandes marcheuses qui choisissent par elles-mêmes leur parcours et trouvent seules la grande majorité de leur nourriture. Au début du XXe siècle, leur liberté était totale. Elles broutaient un peu partout dans les prés, au bord des chemins et après la moissons dans les chaumes. On ne la rentrait sous abri que pendant la mauvaise saison.

### Diversité génétique
La population d'oie flamande de race pure, comme la plupart des races régionales en situation critique, présente un taux de consanguinité plus élevé. Pour y remédier, il serait sage de choisir des animaux provenant d'élevages différents, à l'instar des programmes de préservation.

### Sexage
Mâle et femelle se confondent par leur livrée.

### Baguage
Le baguage sert à l'identification. Il est obligatoire pour participer aux expositions. Il est sinon utile pour assurer la traçabilité des oies : âge, pédigrée, performances, etc. Les bagues sont en plastique et changent de couleur chaque année.
 Belgique : ø 22 mm
 France : ø 22 mm (+/- 22 à 35 centimes la pièce)
 Pays-Bas : ø 22 mm

### Maturité sexuelle
En moyenne, dix mois pour les deux sexes.

### Ponte
Les oies pondent un nombre raisonnable de gros œufs au printemps, qu'elles couvent sans problème.

### Oisons
Les oisons grandissent vite et sans problème.

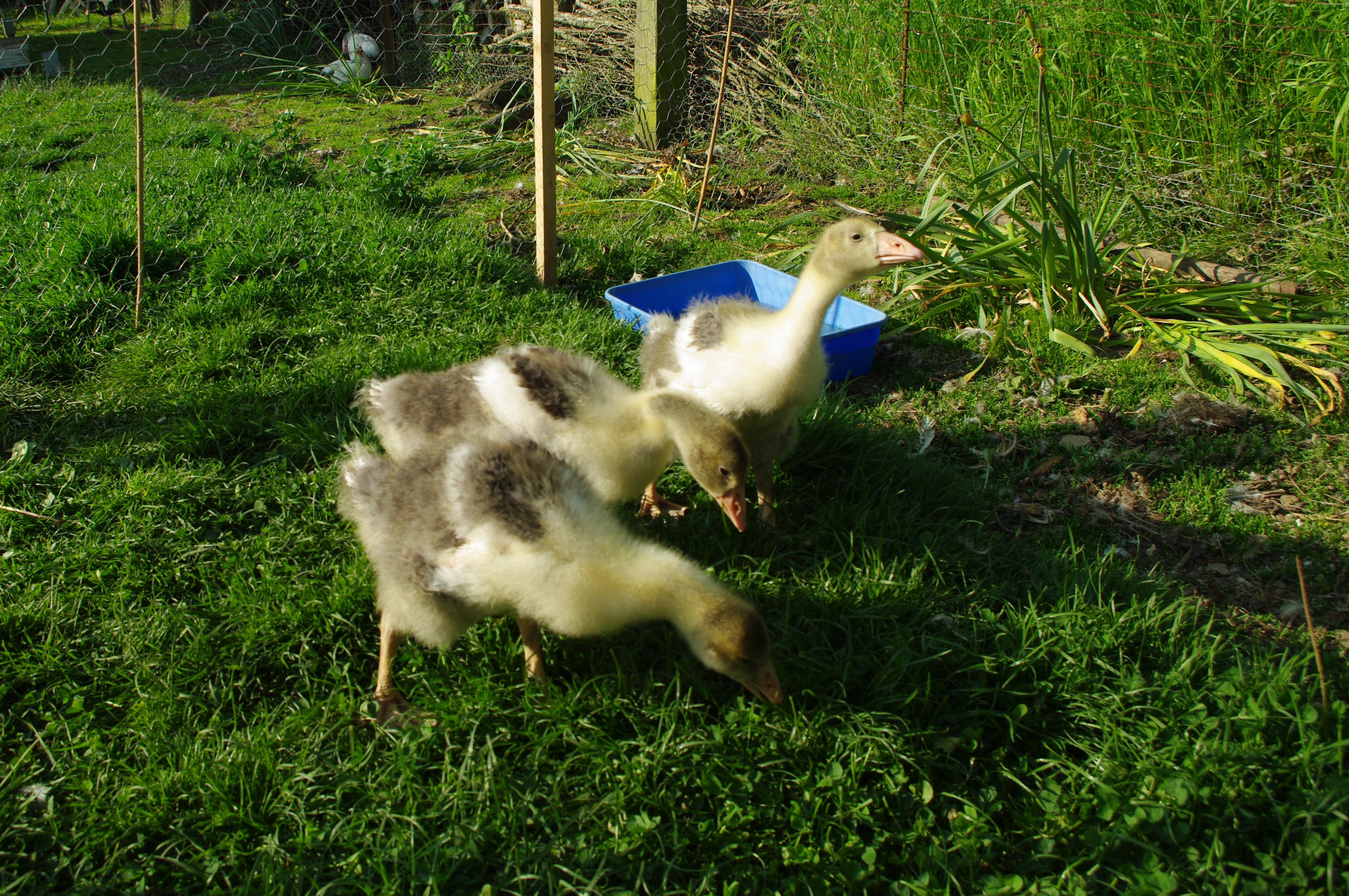
Oisons flamands à six semaines.

## Utilisation
L'oie flamande est élevée principalement pour sa viande et ses plumes. Elle était aussi très appréciée des mineurs polonais qui l’élevaient pour les repas de fête, pour son gras mais aussi pour le duvet.

### Plumes
Les plumes, même blanches, ne rapportent plus en Europe. Sinon, elles étaient prélevées jusqu'à quatre fois par an, en laissant les plumes colorées en place, ce qui avait l'avantage de protéger quelque peu les oiseaux des intempéries. Elles constituaient un sérieux appoint dans la première moitié du XXe siècle. Le duvet de la forme pie cendrée était moins coté.

### Chair
L'oie flamande était engraissée en vue de la Noël.

### Œufs
Production de 60 à 100 œufs par an pour la forme blanche.
Poids de l'œuf ~160 g.

### Gardiennage
L'oie flamande est réputée bonne gardienne.

## Commerce
Au début du XXe siècle, les oisons de Flandre française et du Hainaut français étaient principalement achetés par de grands marchands de volaille de Bruxelles, qui les confiaient à des gardeurs d'oies et à leurs chiens. De grands troupeaux étaient ainsi conduits le long des routes. Le gardeur d'oie recevait un franc par tête et le droit de les plumer quatre fois.
Les fermiers flamands avaient la réputation d'affaiblir leur race en vendant leurs plus beaux sujets (les plus lourds) au lieu de les garder pour la reproduction.

## Cuisine
Ne pas confondre l'oie flamande avec la recette de l'oie à la flamande où l’oie est braisée avec des couennes dans une daubière. La garniture flamande est à base de légumes et de lard.

## L'oie flamande dans la culture

### Légendes et traditions

#### Le coupage de l'Tiète à l'Biète
Hainaut : Une légende raconte qu'une querelle opposait le seigneur de Pommerœul à celui de Harchies dans le Comté de Hainaut. Le conflit ayant été tranché en faveur du seigneur d'Harchies, le seigneur de Pommerœul dut payer une rente annuelle en compensation.
Tous les ans à Harchies, le mercredi suivant le premier dimanche de juillet, on commémore cet événement en coupant l'Tiète à l'Biète, c'est-à-dire en décapitant une oie, symbole de la dîme versée par Pommerœul.
Prérogative médiévale des arquebusiers, cette charge revient aujourd'hui à la société des Hussards d'Harchies, héritière de la société de Saint Éloi fondée en 1760, dont les membres sont revêtus d'habits militaires du XIXe siècle.
L'oie est enterrée de manière que la tête dépasse du sol. Le Roi des Hussards doit trancher la tête de l'oie d'un seul coup de sabre, les yeux bandés. Cette entreprise se soldant habituellement par un échec, c'est autour du Major, puis du Capitaine et enfin de tous les autres Hussards par ordre d'ancienneté de tenter de réussir ce exploit.
De nos jours, l'oie est sacrifiée auparavant et sa tête doit être maintenue droite grâce à une corde maintenue à un piquet. C'est d'ailleurs cette corde qui est bien souvent tranchée, mais l'oie finit toujours par être "tuée", sous les applaudissements du public.
Chaque année des voix s'élèvent pour dénoncer la violence et le manque de respect envers les animaux,

#### Het Gansrijden
Brabant : Répandu au Moyen Âge dans tout le Comté de Flandre et le Duché de Brabant, cette « chevauchée vers l'oie » (du néerlandais rijden, chevauchée et gans, oie) est un jeu d'adresse qui consiste à chevaucher une monture au galop pour tenter de se saisir d'une oie par le cou pour la décapiter. Pour rendre l'exercice plus difficile, le cou est parfois enduit d'huile. Le vainqueur porte souvent le titre de « Roi ».
Cette coutume commence à être interdite dès le Moyen Âge pour cause de beuveries et de bagarres et, au XIXe siècle, il est interdit d'utiliser une oie vivante. À l'heure actuelle, cette tradition ne subsiste plus que dans quelques villages des polders de la Province d'Anvers, et sous le nom de (li) dans le Limbourg néerlandais.
De vives critiques s'élevent contre cette tradition, pour le respect des animaux, même morts.

### Arts et lettres
| Représentation médiévale près d'un arbre et de chaumières, d'oies flamandes et de leur gardien appuyé pensivement sur un bâton | Dessin d'une oie pie-cendré à bec et pattes orange |  |

Van Heurck a fait référence à une gravure sur bois de Jan-Christoffel Jegher (1618-66), représentant une oie flamande, dont la trace a été perdue.